# Ilja Igorewitsch Jeschow
Ilja Igorewitsch Jeschow (russisch Илья Игоревич Ежов; * 12. Januar 1987 in Krasnodar, Russische SFSR) ist ein russischer Eishockeytorwart, der seit Juli 2019 beim HK Witjas aus Podolsk in der Kontinentalen Hockey-Liga unter Vertrag steht.

## Karriere
Ilja Jeschow begann seine Karriere als Eishockeyspieler bei den St. John’s Fog Devils, für die er von 2005 bis 2007 in der kanadischen Juniorenliga QMJHL aktiv war. Anschließend spielte er ein Jahr lang für die Melfort Mustangs in der Saskatchewan Junior Hockey League, wobei er in der Saison 2007/08 zum wertvollsten Spieler der Liga ernannt und in deren erstes All-Star Team gewählt wurde. Daraufhin kehrte der Torwart in seine russische Heimat zurück, in der er von 2008 bis 2011 für die Profimannschaft des HK WMF Sankt Petersburg auf dem Eis stand – zunächst zwei Jahre lang in der Wysschaja Liga, der zweiten russischen Spielklasse, sowie in der Saison 2010/11 in deren Nachfolgewettbewerb Wysschaja Hockey-Liga.
Zur Saison 2011/12 wurde Jeschow vom SKA Sankt Petersburg aus der Kontinentalen Hockey-Liga verpflichtet, für den er bis 2014 regelmäßig auflief.
Im September 2014 wurde Jeschow vom SKA an den HK Lada Toljatti abgegeben und überzeugte dort mit sehr guten Leistungen, so dass er zwei Mal zum KHL-Torhüter der Woche ausgezeichnet wurde. Ende Dezember 2014 kehrte er im Austausch gegen Jewgeni Iwannikow zum SKA zurück und kam dort bis 2016 zu 18 KHL-Einsätzen. Im Mai 2016 wurde er erneut von Lada Toljatti unter Vertrag genommen.
In den Spielzeiten 2017/18 und 2018/19 stand Jeschow bei Neftechimik Nischnekamsk unter Vertrag und brachte es als Stammtorhüter in dieser Zeit auf 104 Einsätze in der KHL. Dabei zeigte er teils sehr gute statistische Werte auf und wurde daher zum KHL All-Star Game 2018 eingeladen und zweimal als Torhüter der Woche ausgezeichnet. Im Juli 2019 wurde Jeschow vom HK Witjas aus Podolsk verpflichtet.

## Erfolge und Auszeichnungen
- 2008 Wertvollster Spieler der SJHL
- 2008 SJHL First All-Star Team
- 2015 Gagarin-Pokal-Gewinn mit SKA Sankt Petersburg
- 2018 KHL All-Star Game

## Karrierestatistik
(Legende zur Torhüterstatistik: GP oder Sp = Spiele insgesamt; W oder S = Siege; L oder N = Niederlagen; T oder U oder OT = Unentschieden oder Overtime- bzw. Shootout-Niederlage; Min. = Minuten; SOG oder SaT = Schüsse aufs Tor; GA oder GT = Gegentore; SO = Shutouts; GAA oder GTS = Gegentorschnitt; Sv% oder SVS% = Fangquote; EN = Empty Net Goal; 1 Play-downs/Relegation; Kursiv: Statistik nicht vollständig)